# 氟甲烷
氟甲烷，也稱為甲基氟、氟利昂41、HFC-41，其化學式為CH3F，在常溫常壓下是無毒、可液化的可燃氣體，是甲烷的一氟取代物。氟甲烷用在半導體及電子產品的製程中，在射频场下氟甲烷會溶解氟離子，可選擇性的蝕刻矽化合物的薄膜，即反应离子刻蚀。

## 性質
在氟甲烷中，C-F鍵的鍵能為552 kJ/mol，其鍵長為0.139 nm(典型的C-F鍵鍵長為0.14 nm)。分子構型為四面體。
氟甲烷25度時的比熱Cp為38.171 J.mol−1.K−1。臨界點為44.9 °C (318.1 K)及6.280 MPa。
氟甲烷是溫室氣體，其全球暖化潛勢(GWP)為150。

## 外部連結
- National Pollutant Inventory - Fluoride and compounds fact sheet
- MSDS at Oxford University （页面存档备份，存于）
- Data at Airliquide Encyclopedia[永久]
- Termochemical data at chemnet.ru （页面存档备份，存于）